# Тузи (катун)
Катун Тузи (Tazide) је настао у некадашњој области Љеша Туза (из 1330. године). У средњем вијеку, помиње се јака ратничка дружина из овог катуна, која се стављала на услугу Балшићима, Црнојевићима и српским деспотима 15. вијека (Лазаревићима и Бранковићима). Тузи се помињу у познатом списку катуна у Горњој Зети и по млетачком документу (Sen. Misti LX, 160, од 12.07.1439), из 1455. године, представљали су „proceres et capita Montanearum Gente“. Од 1403. године држали су село Тузи, чији је главар 1417. године био Јурко Туз. Под млетачком влашћу овај катун се налазио од 1416—1417. године. Склопили су споразум са кнезом Донатом да Порто, а према Венецији испуњавали доста мале обавезе (за 150 домова у селу Тузи – 120 перпера годишње). Међутим, на захтјев Млечана, за њих су имали обавезу ратовања. Све породице унијете у Катастих – такође су носиле презиме - Туз. Располагали су селима Луги и Градец и са четири велика земљишта. Поједини чланови рода су живјели и у скадарском крају (шест породица, у четири села). Касније су се везали за господаре Зете Црнојевиће и код њих имали дворске властелине. Године 1444. Као властелин Ђурашина Црнојевића помиње се Павле Туз. Данас насеље Тузи је седиште истоимене општине у Црној Гори.